# Stilbella bucidae
Stilbella bucidae är en svampart som beskrevs av R.F. Castañeda & W.B. Kendr. 1991. Stilbella bucidae ingår i släktet Stilbella, ordningen köttkärnsvampar, klassen Sordariomycetes, divisionen sporsäcksvampar och riket svampar.   Inga underarter finns listade i Catalogue of Life.